# Ґлухово (Шамотульський повіт)
Ґлухово (пол. Głuchowo) — село в Польщі, у гміні Вронки Шамотульського повіту Великопольського воєводства.
Населення — 94 особи (2011).
У 1975-1998 роках село належало до Пільського воєводства.

## Демографія
Демографічна структура станом на 31 березня 2011 року:
|          | Загалом | Допрацездатний вік | Працездатний вік | Постпрацездатний вік |
| -------- | ------- | ------------------ | ---------------- | -------------------- |
| Чоловіки | 50      | 13                 | 31               | 6                    |
| Жінки    | 44      | 6                  | 25               | 13                   |
| Разом    | 94      | 19                 | 56               | 19                   |